# Коронадо (залив)
Коронадо (исп. Coronado) — залив в восточной части Тихого океана, омывает западный берег Коста-Рики, в провинции Пунтаренас. Крупные города Пуэрто-Кепос и в нескольких километрах от берега Пуэрто-Кортес. Наиболее крупные реки: Терраба, Сьерис. В южной части залива имеются несколько небольших островов: Каньо, Сусесьон и другие.
По версии историка Овьедо-и-Вальдеса, залив был впервые исследован европейцами в 1520 году (экспедиция Андреса Ниньо).